# Sei città di frontiera
Le Sei città di frontiera (cinese tradizionale: 六鎮; cinese semplificato: 六镇), note anche come Città di Frontiera settentrionali (北镇), erano sei città militari nella regione di Hetao che il governo dei Wei del nord costruì durante le ere Huangshi e Yanhe per impedire l'invasione da parte dei Rouran. Queste città erano, da ovest ad est, Woye, Huaishuo, Wuchuan, Fuming, Rouxuan e Huaihuang, tutte situate nell'attuale territorio della Mongolia Interna.
La città di Woye era localizzata dapprima nella vecchia città di Woye della dinastia Han, a sudovest dell'odierno distretto di Linhe, ma in seguito si spostò a Shuofang della dinastia Han, a nord dell'odierna bandiera di Hanggin. La città di Huaishuo era localizzata a sudovest dell'attuale contea di Guyang. In seguito il suo nome fu cambiato in Shuozhou. La città di Wuchuan era localizzata nell'odierna contea di Wuchuan; nel 528, diventò un distretto (郡).
Delle altre tre città, quella di Fumin era localizzata a sudovest dell'attuale bandiera di Dorbod (Siziwang). La città di Rouxuan era localizzata a nordovest dell'attuale contea di Xinghe. Infine, la città di Huaihuang era localizzata a nordovest dell'odierna contea di Chicheng.

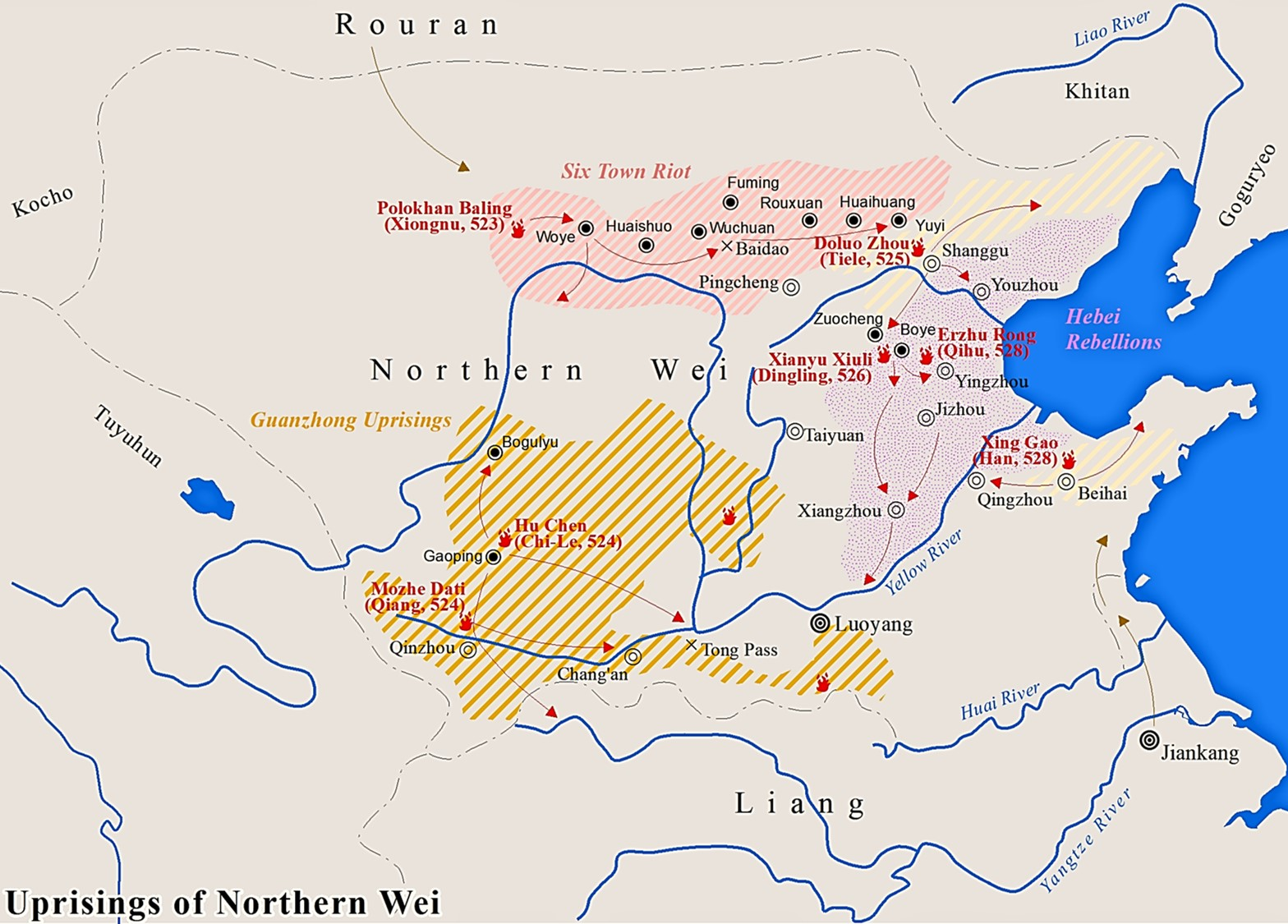
Localizzazione delle sei città di frontiera durante il tumulto del 523

| Nome      | Cinese: tradizionale / semplificato | Pinyin / Wade-Giles              | Odierna | Localizzazione       |
| --------- | ----------------------------------- | -------------------------------- | --- | -------------------- |
| Woye      | 沃野鎮 / 沃野镇                     | wòyě zhèn / wo-yeh chen          | Rovine della città di Woye, a nordest del distretto di Linhe, Bayannur, Mongolia Interna                           | 41.14°N 108.7947°E   |
| Huaishuo  | 懷朔鎮 / 怀朔镇                     | huáishuò zhèn / huai-shuo chen   | Rovine della città di Bailingnao, Bailingnao, a nordest della contea di Guyang, Baotou, Mongolia Interna           | 41.2097°N 110.1336°E |
| Wuchuan   | 武川鎮 / 武川镇                     | wǔchuān zhèn / wu-ch'uan chen    | Rovine della città di Erfenzi, municipalità di Erfenzi, ad ovest della contea di Wuchuan, Hohhot, Mongolia Interna | 41.3611°N 110.6996°E |
| Fuming    | 撫冥鎮 / 抚冥镇                     | fǔmíng zhèn / fu-ming chen       | Rovine della città di Tuchengzi, a sudest della bandiera di Dorbod (Siziwang), Mongolia Interna                    | 41.4628°N 111.7433°E |
| Rouxuan   | 柔玄鎮 / 柔玄镇                     | róuxuán zhèn / jou-hsüan chen    | Rovine della città di Halagou, Taijimiao, a nordovest della contea di Xinghe, Ulaan Chab, Mongolia Interna         | 41.2573°N 113.9616°E |
| Huaihuang | 懷荒鎮 / 怀荒镇                     | huáihuāng zhèn / huai-huang chen | Rovine della città di Baiyin Tsagan, contea di Zhangbei, Zhangjiakou, Hebei                                        |                      |